# Дяченко Яків Васильович
Дяченко Яків Васильович (нар. 21 березня (2 квітня) 1817 — 26 березня (7 квітня) 1871) — військовик Російської імперії українського походження, засновник м.Хабаровськ (1858 рік).

## Життєпис

### Військова кар'єра
Народився в шляхетській родині Дяченків. Син Василя Дяченка, українського шляхтича Полтавської губернії.
Освіту здобув у приватних навчальних закладах.
16 квітня 1832 року вступив на військову службу унтер-офіцером у Тираспольський кінно-єгерський полк, після розформування якого 31 травня 1833 року переведений до Фінляндського драгунського полку. 29 жовтня цього ж року його спрямовано до Новомиргородського уланського полку.
1835 року за відмінну службу підвищений у корнети, 1837 року стає поручиком.
1841 року за власним бажанням, вже в ранзі штаб-ротмістра, звільнений зі служби через хворобу.
1852 року на його прохання знову прийнятий на службу поручиком і направлений у 13-й Сибірський лінійний батальйон (з 24 грудня 1858 р. перейменований на 3-й Східно-Сибірський лінійний батальйон).

### У Сибіру
1853 року став командувачем двох рот, згодом отримав звання штабс-капітана. 

1857 року генерал-губернатором Східного Сибіру призначений командувачем чотирьох рот 3-го Східно-Сибірського лінійного батальйону, що знаходилися на Амурі для облаштування кінних козаків.
Цього ж року підвищений у капітанське звання. 

1858 року очолив висадку 13-го Сибірського лінійного батальйону на березі Амуру й будівництво поста Хабаровка, на місці якого пізніше виросло місто Хабаровськ.
Генерал-губернатором Східного Сибіру Миколою Муравйовим йому «доручене головне завідування Уссурійським батальйоном Амурського козацького війська і завідування тубільцями, що живуть до Горіна вниз по Амуру».
1859 року його знову направили завідувати облаштуванням казенних селян, що вільно переселялися із внутрішніх губерній Росії. Протягом року виконував ці обов'язки до прибуття призначеного ісправника. Того ж року підвищений у майори із затвердженням командиром батальйону, а 1861 року отримує звання підполковника.
12 січня 1862 року його затверджено командиром 4-го Східно-Сибірського лінійного батальйону, згодом призначено командувачем Уссурійського пішого батальйону Амурського козацького війська. 18 лютого 1866 року його призначено начальником Новгородського поста (бухта Посьєт). Новгородська постова команда здійснювала охорону Примор'я, мала пости у Владивостоці, в бухті Находка, в затоці Стрілець, урочищі В'яземському і станиці Верхнє-Бельцова.
1868 року Примор'я піддалося нападу великих банд хунхузів (китайських бандитів), у розгромі яких брав активну участь Я. В. Дяченко. 20 липня 1869 р. за відмінну службу підвищений у звання полковника.
Яків Дяченко помер 26 березня (7 квітня) 1871 року від «гострого катарального запалення дихального горла».

## Вшанування
30 травня 2008 року на честь 150-річчя міста Хабаровська його засновникові Я. В. Дяченку встановлено бронзовий монумент у районі вулиці Шевченка, яка півтора століття тому стала першою вулицею нового міста.